# Waldemar Hoven
Pour les articles homonymes, voir Hoven.
Waldemar Hoven, né le 10 février 1903 à Fribourg-en-Brisgau et mort exécuté le 2 juin 1948 à Landsberg am Lech, est un médecin nazi qui fut condamné à mort pour crimes contre l'humanité en 1948 pour avoir été le responsable d'exécution massive de déportés par injections à Buchenwald durant la Seconde Guerre mondiale.

## Biographie
À l'âge de 32 ans, pour succéder à son frère directeur de sanatorium, il commence des études de médecine aux États-Unis. Il les termine en Allemagne en 1939, à la faveur d'une session spéciale qui lui vaut son entrée dans la Waffen-SS pour devenir Hauptsturmführer (équivalent de capitaine dans l'armée française).
Arrivé à Buchenwald en 1939, il est l'adjoint de Enno Lolling. En 1941, il devient le médecin-chef du camp de concentration. En 1942, il est responsable de l'exécution de déportés par injection intracardiaque de phénol, d'hydrocarbure, et de barbituriques, ainsi que des expériences sur le typhus.
Hoven pratiquait ses injections dans une petite baraque, le block 61. En 1942, il exécutait deux douzaines de détenus par jour, en ayant l'habitude de sortir du block d'un pas nonchalant, une cigarette aux doigts, en sifflant joyeusement l'air de Et de nouveau un beau jour a passé.
En 1943, il est arrêté à l'occasion du procès de Karl Otto Koch, commandant du camp accusé de faire du marché noir pour son compte personnel, et de l'enquête menée contre son épouse Ilse Koch. Hoven est accusé d'avoir été l'exécutant de meurtres commandités par Karl Koch contre des témoins gênants. Ils sont reconnus tous les deux coupables et condamnés à mort par les SS, Ilse Koch étant acquittée.
Après vingt mois de détention, les nazis libèrent Hoven le 3 avril 1945 en tant que médecin, alors que Karl Koch, comptable de profession, est exécuté le 5 avril 1945, une semaine avant la libération du camp par les alliés.
Après la chute du Troisième Reich, il est capturé par les Alliés et traduit devant la justice lors du procès des Médecins en 1947. Il est reconnu coupable de crimes de guerre et de crimes contre l'humanité, pour sa participation à l'extermination massive de déportés avant sa captivité. Condamné à mort, il est pendu le 2 juin 1948 dans la cour de la prison de Landsberg en Bavière.